# Parque nacional de los Alpes Minami

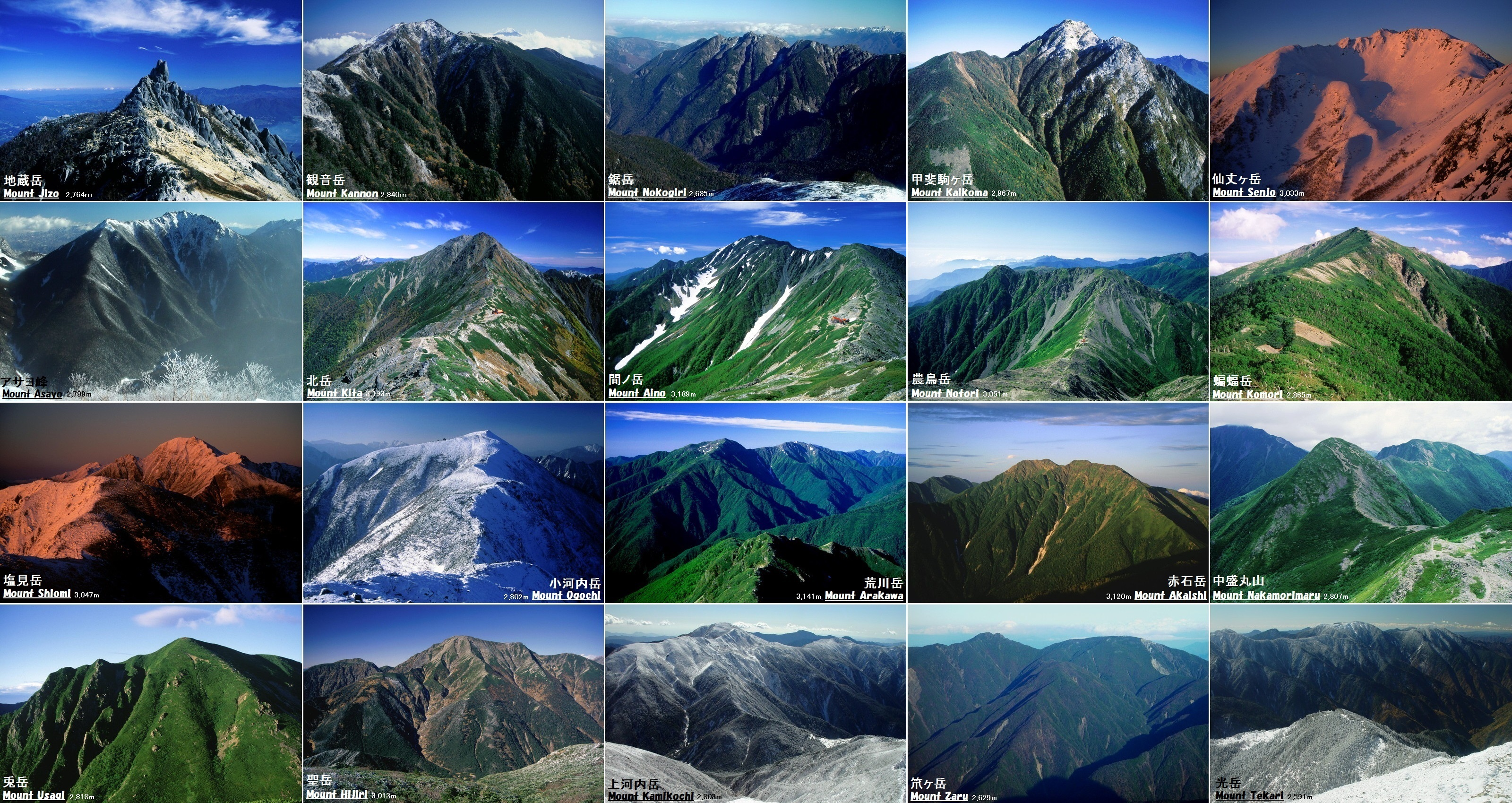
Cada montaña del parque nacional de Minami Alps

El parque nacional de Minami Alps (南アルプス国立公園, Minami Arupusu Kokuritsu Kōen) es un parque nacional en las montañas de Akaishi, región de Chūbu, Honshū, Japón.
El parque nacional de Minami Alps se estableció el 1 de junio de 1964. Se extiende a lo largo de la frontera de las prefecturas de Shizuoka, Yamanashi y Nagano con una longitud de 55 kilómetros y una anchura máxima de 18 kilómetros para una superficie total de 358 kilómetros cuadrados.
El parque es una región muy montañosa, centrada en las montañas Akaishi, con varios picos notables de más de 3000 metros de altura, como Koma-ga-take, Senjō-ga-take, Akaishi-dake y Kita-dake.
El parque también protege las cabeceras de los ríos Fuji, Ōi y Tenryū.
La flora del parque incluye extensos rodales de haya japonesa, pino piñonero japonés y abeto hemlock. La fauna más numerosa es la kamoshika y entre las especies aviares más destacadas se encuentra la perdiz nórdica. El parque cuenta con mínimas instalaciones públicas y el único modo de acceder a él es el montañismo.
Otra fauna de gran tamaño es el oso negro asiático, el jabalí y el ciervo sika. 

### Otras lecturas
- Hunt, Paul. Hiking in Japan: An Adventurer's Guide to the Mountain Trails. Kodansha America (1988). ISBN 0-87011-893-5
- Southerland, Mary and Britton, Dorothy. The National Parks of Japan. Kodansha International (1995). ISBN 4-7700-1971-8